# Parafia Najświętszej Maryi Panny Matki Kościoła w Zarębkach
Parafia Najświętszej Maryi Panny Matki Kościoła w Zarębkach – parafia rzymskokatolicka znajdująca się w diecezji rzeszowskiej w dekanacie Kolbuszowa Wschód. 
Erygowana 27 sierpnia 2006 przez biskupa rzeszowskiego Kazimierza Górnego. 10 marca 2008 rozpoczęto prace przy budowie kościoła, a 14 września tegoż roku wmurowano kamień węgielny. 16 września 2012 dokonano poświęcenia świątyni. 
Parafia liczy 800 mieszkańców. Obejmuje ona Zarębki oraz ul. Leśną w Kolbuszowej. Zmarli parafianie są chowani na cmentarzu w Cmolasie. 

## Proboszczowie
- ks. Marek Prajsnar (od 2006)[2]